# Maria Teresa Rafaela de Espanha
María Teresa Rafaela de Borbón (Madrid, 11 de junho de 1726 – Versalhes, 22 de julho de 1746) foi uma Infanta da Espanha por nascimento, sendo filha do rei Filipe V da Espanha e da sua segunda esposa Isabel Farnésio, e Delfina da França por seu casamento com o Delfim Luís da França, filho de Luís XV.

## Biografia

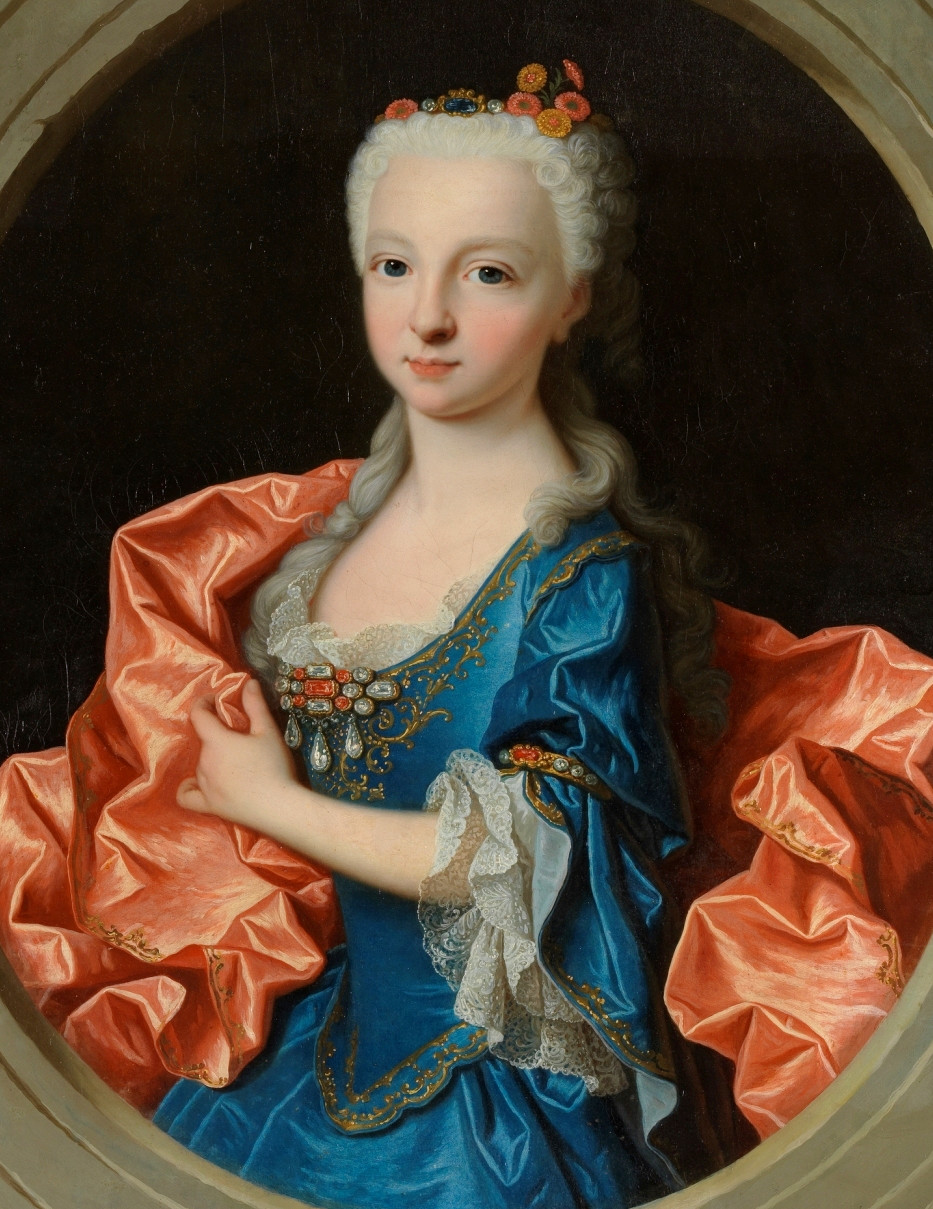
Infanta Maria Teresa Rafaela da Espanha
Jean Ranc, 1731, Museu do Prado

Batizada como Maria Teresa Antônia Rafaela, segunda filha de Filipe V e Isabel Farnésio, nasceu no Real Alcázar de Madrid em 11 de junho de 1726 e aos treze anos, no contexto de uma nova fase de aproximação política entre França e Espanha, foi prometida ao Delfim Luís da França, filho de Luís XV. A nova aliança entre os dois ramos cadete da casa de Bourbon foi selada com o acordo de casamentos duplos; Maria Teresa se casaria com o Delfim da França e a princesa Luísa Isabel da França, irmã mais velha do delfim, com infante Filipe, irmão mais novo de Maria Teresa e futuro Duque de Parma. O casamento da infanta ocorreu por procuração em 18 de dezembro de 1744 no Palácio Real de Madrid; o marido foi representado pelo Príncipe das Astúrias. A nova delfina deixou Madrid em janeiro do ano seguinte e, seguindo o rígido protocolo da corte francesa, teve que deixar todo o seu séquito espanhol na fronteira para entrar em território francês. Depois de receber inúmeras aclamações durante sua longa viagem, ela chegou ao Palácio de Versalhes em 23 de fevereiro de 1745, onde foi recebida por toda a família real, e fez sua entrada solene em Paris no dia 28 do mesmo mês. Sua educação cuidadosa e piedosa, bem como seu bom conhecimento de vários idiomas causaram boa impressão na corte de Versalhes, mas não tanto o físico da infanta, pois na elaborada e elegante França da época; seu cabelo loiro avermelhado lhe rendeu algumas observações desagradáveis.
O delfim, um príncipe tímido, muito piedoso, marcadamente religioso e muito apegado à mãe, a rainha Maria Leszczyńska, ficou agradavelmente impressionado com sua nova esposa. O casal real logo construiu um casamento sólido, unido e bem combinado; tornaram-se uma rara exceção na corte francesa moralmente corrupta, cujos costumes ambos desaprovavam, especialmente a notória presença na corte das várias amantes do rei Luís XV.
Poucos meses depois, o delfim acompanhou seu pai, o rei, na Campanha de Flandres; distinguiu-se na Batalha de Fontenoy e assistiu à captura das cidades de Tournai e Ostende. Nesse ínterim, a delfina, tímida, sóbria e calada, começava a sentir-se cada vez mais isolada numa corte dada a jogos de azar e festas de fim de noite, que não lhe agradavam. Mais interessada pelas ciências — como o estudo dos fenômenos elétricos sob a orientação do Abade Nollet—, desde muito cedo começou a se fechar em si mesma, passando por períodos de isolamento absoluto e períodos de grande necessidade de vida social. Sua rígida formação religiosa e moral entrou em conflito direto com a moralidade predominante em um ambiente frívolo cheio de intrigas e tensões dentro da família real, e a tudo isso se somou um forte medo da figura do soberano francês. Em julho de 1746, com a delfina grávida, a notícia da morte de seu pai, o rei Filipe V, de quem sempre fora muito próxima, chegou a Versalhes, mas Luís XV deu ordens para que o evento não lhe fosse comunicado, devido ao seu estágio avançado da gravidez. Poucos dias depois, em 19 de julho, ela deu à luz a uma menina no Palácio de Versalhes, cujo parto foi muito difícil. No dia 22 do mesmo mês, teve hemorragia e, poucas horas depois, veio a falecer no mesmo palácio. Deixou o marido arrasado.
Sua única filha, nomeada depois de Maria Teresa, morreu dois anos depois. Após a morte de Maria Teresa, seu irmão Fernando VI da Espanha tentou casar a irmã mais nova desta, Maria Antônia, com o delfim, mas a ideia foi rejeitada por Luís XV que classificou a união como "incestuosa". Posteriormente, o delfim se casaria com a princesa Maria Josefa da Saxônia; ambos foram os pais dos reis Luís XVI, Luís XVIII e Carlos X da França.
Maria Teresa foi sepultada na necrópole real da Basílica de Saint-Denis. Quando o delfim morreu, em 1765, ele pediu que seu coração fosse colocado ao lado da sepultura de Maria Teresa.[carece de fontes?] Seu túmulo foi profanado durante a Revolução Francesa; o arquiteto Petit-Radel furtou a urna relicário que continha o coração de Maria Teresa, vendendo-o ou trocando-o com pintores que procuravam a substância produzida por embalsamamento, muito raras e de alto preço, que uma vez combinada com óleo era capaz de resultar numa tinta incomparável.

## Galeria

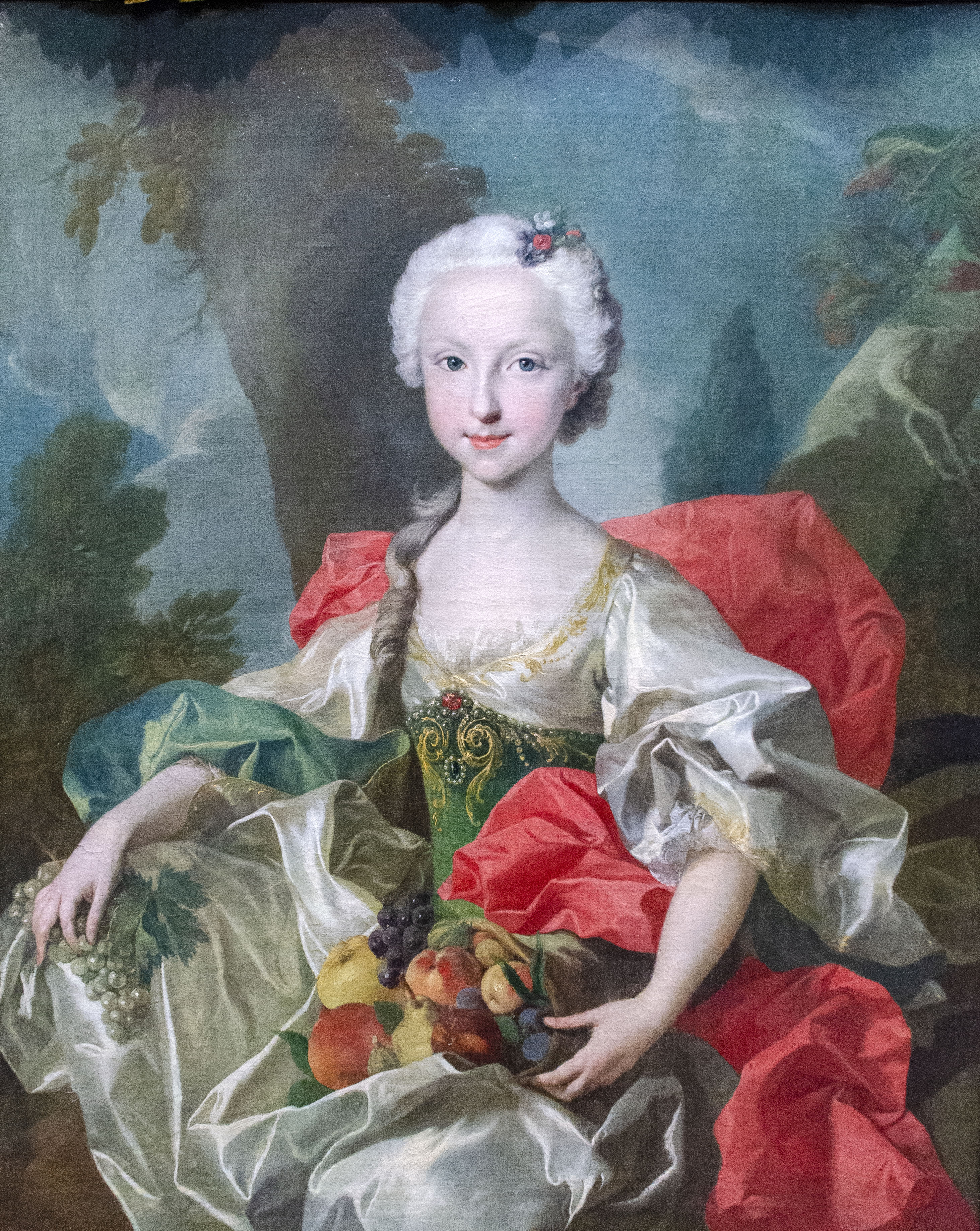
Infanta Maria Teresa (pintura de Louis-Michel van Loo)
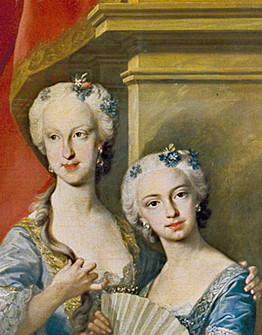
Maria Teresa (esq.) com a irmã Maria Antônia (detalhe da pintura A família de Filipe V de Louis-Michel van Loo)
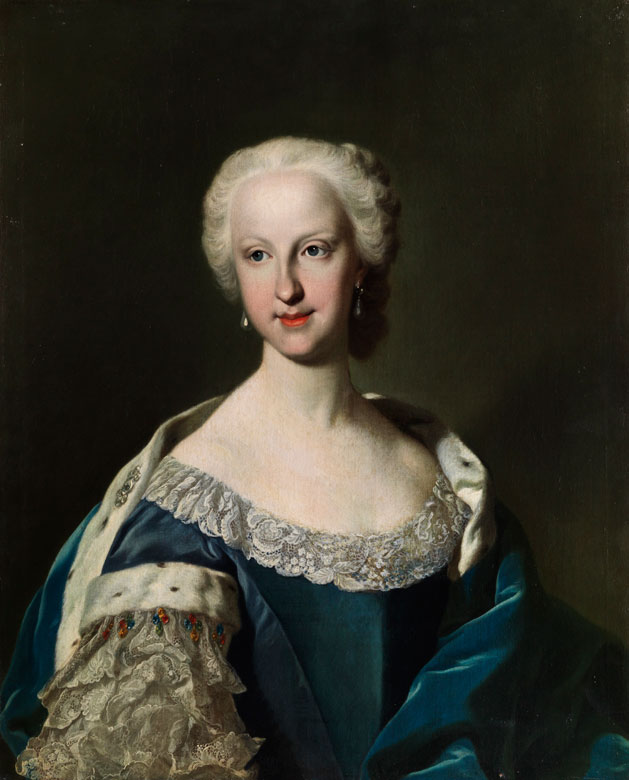
Maria Teresa (pintura de Jacopo Amigoni)
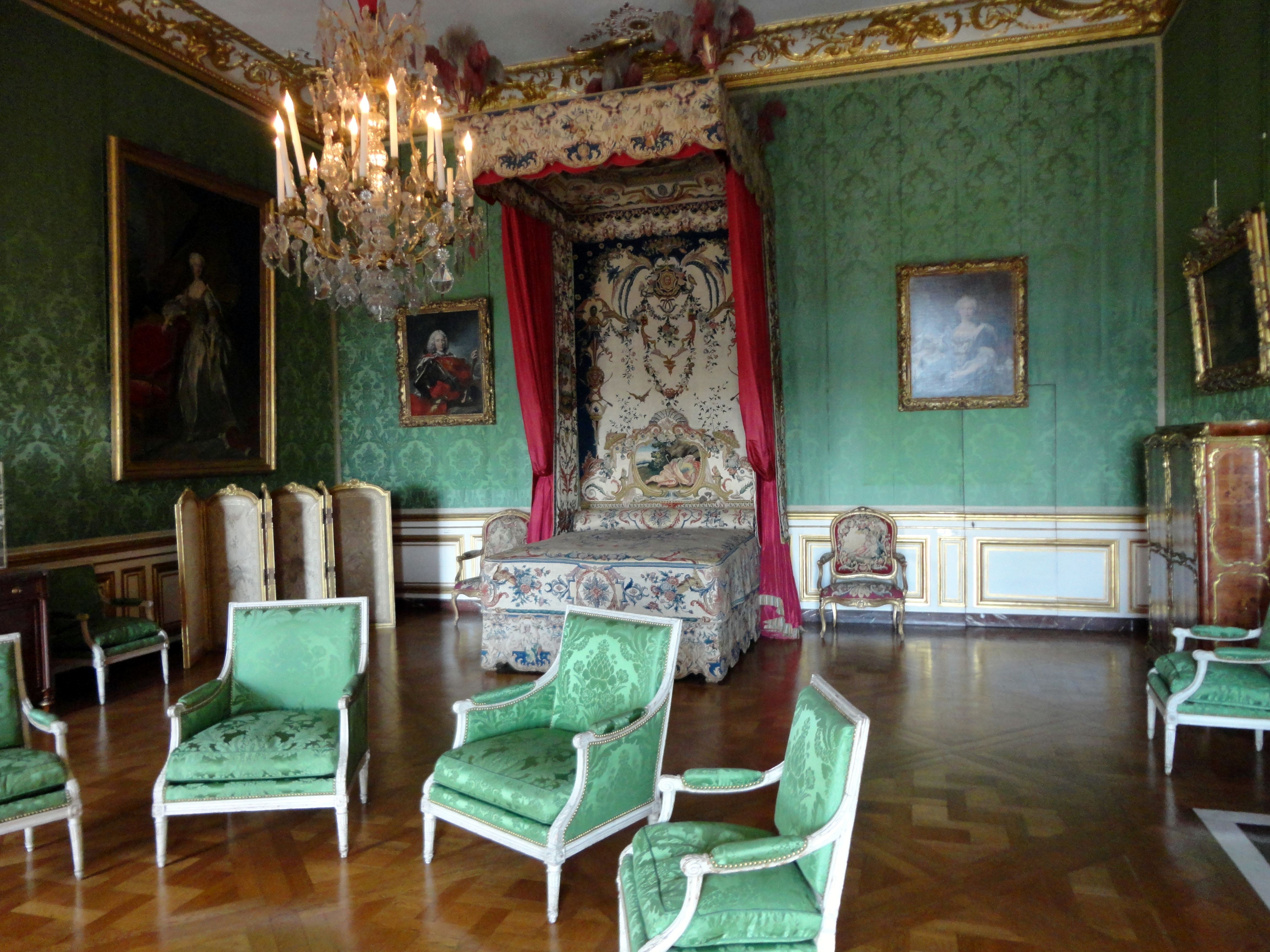
Quarto de Maria Teresa no Palácio de Versalhes